# Solera de Gabaldón
Solera de Gabaldón è un comune spagnolo di 34 abitanti situato nella comunità autonoma di Castiglia-La Mancia.